# 현대 N 버츄얼 컵
현대 N 버츄얼 컵은 레이싱 게임 ‘아세토 코르사(Assetto Corsa)’를 기반으로 현대자동차가 주관하는 글로벌 e스포츠 레이싱 게임 대회이다. 한국, 중국, 미국, 유럽 4개 지역에서 온라인 예선을 진행하며 지역 예선, 지역 준결승을 거쳐 한국에서 오프라인으로 결승전이 열렸다.

## 대회 일정

### 2024 시즌
- 사전 예선

일시: 2024년 10월 21일 - 11월 11일
- 지역 예선(온라인)

일시: 2024년 11월 20일 - 12월 1일
예선 레이스 트랙: 라구나 세카, 무젤로
본선 레이스 트랙: 몬자, 잔드보르트
- 지역 결승(온라인)

일시: 2024년 12월 7일 - 12월 15일
레이스 1 트랙: 레드불 링 GP
레이스 2 트랙: 실버스톤 GP
- 월드파이널(오프라인)

일시: 2025년 1월 11일
장소: 대한민국
레이스 1 트랙: 뉘르부르크링 GP
레이스 2 트랙: 카탈루냐
레이스 3 트랙: 스파

## 상금
총 상금: $104,220(원화 약 1억 5,000만원)
지역 결승전: $30,820(원화 약 4,600만원)
월드 파이널 - 드라이버 챔피언십: $62,400(원화 약 9,100만원)
월드 파이널 - 지역 챔피언십: $11,000(원화 약 1,600만원)

## 우승자
| 시즌 | 이름                          | 국적   |
| ---- | ----------------------------- | ------ |
| 2024 | 도미닉 블레어(Dominik Blajer) | 폴란드 |